# Omer Stupac
Omer Stupac (Mostar, 1927. – 1949.), bosanskohercegovački muslimanski aktivist. Rođen u Mostaru, u kojem je završio osnovnu i srednju ekonomsku. Uhićen u Puli. Sproveden u Sarajevu. Procesuiran s ostatkom velike skupine Mladih muslimana 1949. godine. Nije popuštao tijekom istrage i nije se dao pokolebati, zbog čega su ga istražitelji strahovito mučili. Bio je vješan svezanih ruku o klin iza leđa, zbog čega mu je jedna ruka skoro usahnula. Osuđen na smrt strijeljanjem, konfiskaciju imovine i trajni gubitak časnih prava.